# ازناگو
ازناگو (به ایتالیایی: Osnago) یک کومونه در ایتالیا است که در استان لکو واقع شده‌است. ازناگو ۴ کیلومتر مربع مساحت و ۴٬۳۵۷ نفر جمعیت دارد.